# Alzina de Can Ros
L'Alzina de Can Ros, coneguda també com a Alzina Gran, era una alzina (Quercus ilex subsp. ilex) del municipi de Subirats (Alt Penedès) situada a els Casots, en terres de Can Ros, que estava declarada arbre monumental.
Situada en un marge i envoltada de vinyes, tenia una alçària de 14,5 metres, la base el tronc mesurava un perímetre de 4,35 metres i la capçada mitjana era de 20,3 metres. Encara la silueta imponent del tronc mort fa intuir la seva esplendor passada. Li va caure un llamp i patí un incendi. Des de l'any 1990 fins al 1999 va ser tractada sense bons resultats, atès que era un arbre al final de la seva vida. L'any 1999 era gairebé morta. Se li estima una antiguitat aproximada de quatre-cents anys.
Era considerada la núvia del Roure de Can Codorniu (Sant Sadurní d'Anoia). Es podien veure l'una a l'altre, malgrat la gran distància que els separava (estan separats gairebé 4 km en línia recta i una diferència de 250 m d'altitud).